# دونا ده وارونا
دونا ده وارونا (به انگلیسی: Donna de Varona) (زادهٔ ۲۶ آوریل ۱۹۴۷) شناگر اهل ایالات متحده آمریکا است.